# Brad Riddell
Bradley Stephen Riddell (Christchurch, 30 de septiembre de 1991) es un artista marcial mixto neozelandés que compite en la división de peso ligero de Ultimate Fighting Championship.

## Primeros años
Consiguió varios campeonatos de kick boxing en Nueva Zelanda durante su ascenso en la escena regional. También disputó combates profesionales de Muay Thai y kickboxing, luchando hasta una decisión dividida con el campeón de peso wélter de Glory, Cédric Doumbé, y perdiendo una decisión competitiva contra el campeón de peso ligero de ONE, Regian Eersel. También ha ganado contra gente como el famoso kickboxer australiano John Wayne Parr.

## Carrera como boxeador
En noviembre de 2015 participó en el Torneo de Boxeo Super 8 de cuatro hombres en su debut en el boxeo profesional. Se enfrentó a Reece Papuni en las semifinales del torneo. El combate terminó en empate en el tercer asalto, lo que llevó al combate a un asalto extra. Perdió el combate por decisión unánime.

## Carrera como artista marcial mixto

### Carrera temprana
Debutó en las MMA de forma inesperada, tras volar a Myanmar para un combate de Muay Thai, pero al aterrizar le dijeron que era un combate de MMA. Luego, durante su carrera de Muay Thai/Kickboxing, seguiría teniendo combates de MMA, principalmente en la promoción Glory of Heroes, siendo su victoria más notable un KO al futuro compañero de la UFC Song Kenan.

### Ultimate Fighting Championship
Debutó en la UFC contra Jamie Mullarkey el 5 de octubre de 2019 en UFC 243. Ganó el combate por decisión unánime. Este combate le valió el premio a la Pelea de la Noche.
Se enfrentó a Magomed Mustafaev el 23 de febrero de 2020 en UFC Fight Night: Felder vs. Hooker. Ganó el combate por decisión dividida.
Se enfrentó a Alex da Silva Coelho el 27 de septiembre de 2020 en UFC 253. Ganó el combate por decisión unánime.
Se esperaba que se enfrentara a Gregor Gillespie el 20 de marzo de 2021 en UFC on ESPN: Brunson vs. Holland. Sin embargo, el día del evento el combate fue aplazado debido a los protocolos de la COVID-19.
Se enfrentó a Drew Dober el 12 de junio de 2021 en UFC 263. Ganó el combate por decisión unánime. Este combate le valió el premio a la Pelea de la Noche.
Se enfrentó a Rafael Fiziev el 4 de diciembre de 2021 en UFC on ESPN: Font vs. Aldo. Perdió el combate por KO en el tercer asalto.
Se enfrentó a Jalin Turner el 2 de julio de 2022 en UFC 276. Perdió el combate por sumisión en el primer asalto.
Se enfrentó a Renato Moicano el 12 de noviembre de 2022 en UFC 281. Perdió el combate por sumisión en el primer asalto.

## Campeonatos y logros

### Artes marciales mixtas
- Ultimate Fighting Championship
  - Pelea de la Noche (dos veces) vs. Jamie Mullarkey y Drew Dober[8][17]
- Wollongong Wars
  - Campeonato de Peso Wélter de Wollongong Wars (una vez)

## Vida personal
Se apodó a sí mismo "Quake" en homenaje a su ciudad natal, Christchurch, que fue devastada por un terremoto en 2011. La catástrofe destruyó muchos de los edificios, incluido su lugar de trabajo, pero también fue el catalizador para que se mudara a Auckland y construyera una carrera en los deportes de combate.

## Récord en artes marciales mixtas
| Resultado | Récord | Oponente             | Método                                     | Evento                                | Fecha                    | Ronda | Tiempo | Localización      | Notas                                                 |
| --------- | ------ | -------------------- | ------------------------------------------ | ------------------------------------- | ------------------------ | ----- | ------ | ----------------- | ----------------------------------------------------- |
| Derrota   | 10-4   | Renato Moicano       | Sumisión (estrangulamiento por detrás)     | UFC 281                               | 12 de noviembre de 2022  | 1     | 3:20   | Nueva York        |                                                       |
| Derrota   | 10-3   | Jalin Turner         | Sumisión (estrangulamiento por guillotina) | UFC 276                               | 2 de julio de 2022       | 1     | 0:45   | Las Vegas, Nevada |                                                       |
| Derrota   | 10-2   | Rafael Fiziev        | KO (patada giratoria)                      | UFC on ESPN: Font vs. Aldo            | 4 de diciembre de 2021   | 3     | 2:20   | Las Vegas, Nevada |                                                       |
| Victoria  | 10-1   | Drew Dober           | Decisión (unánime)                         | UFC 263                               | 12 de junio de 2021      | 1     | 3:18   | Glendale, Arizona | Pelea de la Noche.                                    |
| Victoria  | 9-1    | Alex da Silva Coelho | Decisión (unánime)                         | UFC 253                               | 27 de septiembre de 2020 | 3     | 5:00   | Abu Dhabi         |                                                       |
| Victoria  | 8-1    | Magomed Mustafaev    | Decisión (dividida)                        | UFC Fight Night: Felder vs. Hooker    | 23 de febrero de 2020    | 3     | 5:00   | Auckland          |                                                       |
| Victoria  | 7-1    | Jamie Mullarkey      | Decisión (unánime)                         | UFC 243                               | 5 de octubre de 2019     | 3     | 5:00   | Melbourne         | Regreso al peso ligero. Pelea de la Noche.            |
| Victoria  | 6-1    | Mikey Vaotuua        | Decisión (unánime)                         | Wollongong Wars 7                     | 12 de julio de 2019      | 3     | 5:00   | Gwynneville       | Ganó el Campeonato de Peso Wélter de Wollongong Wars. |
| Victoria  | 5-1    | Maxim Pugachev       | TKO (puñetazos)                            | Glory of Heroes 38                    | 25 de mayo de 2019       | 1     | 5:00   | Shantou           |                                                       |
| Victoria  | 4-1    | Shem Murdoch         | TKO (puñetazos)                            | Glory of Heroes 37                    | 16 de abril de 2019      | 1     | 3:42   | Auckland          |                                                       |
| Derrota   | 3-1    | Abel Brites          | Sumisión (barra de brazo)                  | Hex Fight Series 15                   | 21 de julio de 2018      | 1     | 1:05   | Perth             | Debut en el peso ligero.                              |
| Victoria  | 3-0    | Song Kenan           | TKO (puñetazo al cuerpo)                   | Glory of Heroes 6                     | 13 de enero de 2017      | 2     | 3:11   | Jiyuan            |                                                       |
| Victoria  | 2-0    | Erruer Ye            | TKO (puñetazos)                            | Glory of Heroes: Conquest of Heroes 2 | 3 de diciembre de 2016   | 2     | N/A    | Jiyuan            |                                                       |
| Victoria  | 1-0    | Gi Gean Key          | KO (puñetazo)                              | International Boxing                  | 31 de agosto de 2013     | 1     | 2:15   | Rangún            | Debut en el peso wélter.                              |